# 長孫無忌

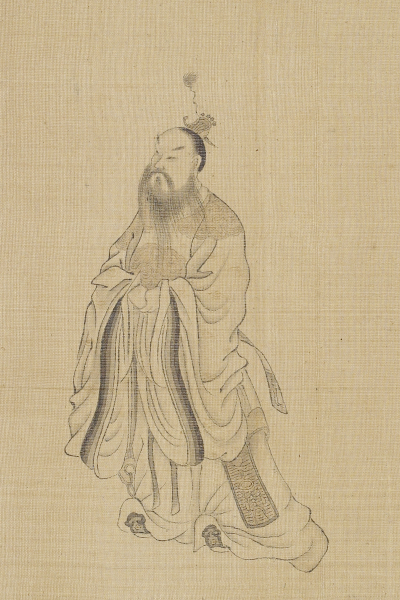
長孫無忌

長孫 無忌（ちょうそん むき、生年不詳 - 659年）は、中国の初唐を代表する政治家。唐の太宗の長孫皇后の兄であり、唐朝の外戚に当たる。字は輔機。本貫は河南郡洛陽県。唐の凌煙閣二十四功臣の第一位に挙げられた。

## 経歴
隋の右驍衛将軍長孫晟（長孫熾の弟）の子として生まれた。長孫氏は、献帝（拓跋鄰）のときに、その兄を拔拔氏とし、後に漢化して長孫氏に改めたという。北魏の道武帝により宗室の長とされ、関隴集団中においても、貴顕中の貴顕とされる門地であった。
大業5年（609年）の父の死後は、異母兄の長孫安業と折り合いが悪く、母方の伯父の高士廉を頼った。長孫無忌は学問を好み、文章や史書に通暁した。
大業13年（617年）、唐の高祖李淵が太原で起兵して長安を奪うと、長春宮で謁見を受けて、渭北道行軍典籤に任じられた。李世民の征戦に従軍し、比部郎中に累進し、上党県公に封ぜられた。
武徳9年（626年）の玄武門の変のとき、房玄齢・杜如晦らとともに襲撃の計画を定めた。李世民が皇太子となると、その功績により、太子左庶子に昇進した。太宗の即位後、左武候大将軍となった。貞観元年（627年）、吏部尚書に転じ、功績第一として斉国公に進封された。唐の元勲・外戚として礼遇を受け、内廷に自由に出入りできた。同年のうちに尚書右僕射となった。
ときに唐は突厥の頡利可汗と盟約を結んでいたが、突厥の内紛にともない、突厥を攻めるように勧める臣下が多くなった。太宗は蕭瑀と長孫無忌に突厥に対する政策を訊ねた。蕭瑀は「攻撃するのがよろしい」と答えたのに対して、長孫無忌は「来るのを待てばよろしい（盟約をこちらから破る必要はない）」と答えた。太宗は長孫無忌の答えに「善し」としながら、実際には兵を出して突厥を攻め取った。
長孫無忌の権寵が重すぎることから、これを抑制するよう進言する者もいたが、太宗は長孫無忌を信任して重用しつづけた。長孫無忌は諸臣の嫉視をおそれて、みずから長孫皇后を通じて太宗に働きかけ、僕射の地位を退き、開府儀同三司となった。貞観7年（633年）、司空・知門下尚書事に任命されたが、これを断った。高士廉は外戚が三公の地位にあることはよくないと進言したが、なおも太宗は長孫無忌を司空とすることにこだわった。長孫無忌がさらに固辞したので、太宗は許し、威鳳賦を作って賜り、功績を讃えた。趙州刺史となり、趙国公に改封された。のちに司徒に進んだ。
貞観17年（643年）、功臣として凌煙閣に列せられた。位は二十四人の中で筆頭である。
同年、太宗の長男で皇太子の李承乾が廃嫡されると、第九子（長孫皇后の子としては第三子）の晋王李治を皇太子とすることに成功した。李治を後継ぎに推したのは、第四子（長孫皇后の子としては第二子）の魏王李泰よりも李治のほうが長孫無忌にとって御し易いという目論見からであったとされる。長孫無忌は太子太師・同中書門下三品となった。同中書門下三品の地位はこのときに始まる。
太宗によって高句麗遠征（唐の高句麗出兵）がおこなわれると、侍中を兼ねた。帰還すると、太子太師を退き、揚州都督を遙領した。
貞観23年（649年）、太宗の臨終にあたって、李治の後見と輔政を託された。高宗が即位すると、太尉に進み、中書令を検校し、門下省と尚書省を領知した。三人の子はみな朝散大夫となった。ときに昭儀の武照（武則天）が高宗の男子を産んだため、これを皇后に立てる議論が起こったが、長孫無忌は武照立后に反対し、数度にわたって高宗に諫言した。しかし、高宗に聴きいれられなかった。永徽6年（655年）に武照が皇后として立つと、顕慶2年（657年）には褚遂良・来済らが謀反を誣告されて左遷され、長孫無忌は宮廷で孤立するようになった。顕慶4年（659年）、許敬宗が李奉節らに指示して朋党事件をでっちあげ、その黒幕を長孫無忌ということにして高宗に訴えた。高宗は許敬宗の弁舌に説得されてしまい、長孫無忌の官爵を削って黔州（貴州省）に流した。許敬宗や李義府がさらにかれの謀反を訴えたため、長孫無忌は配所で首を吊って自殺した。咸亨5年（674年）になって、官爵をもどされ、孫の長孫元翼が爵位を継いだ。
長孫無忌は、唐律疏義や隋書の編纂者としても知られた。

## 伝記資料
- 『旧唐書』巻六十五 列伝第十五「長孫無忌伝」
- 『新唐書』巻一百五 列伝第三十「長孫無忌伝」